# Furlanská marka
Furlanská marka bylo pohraniční území (marka) Karolínské říše založené v roce 776 jako nástupce Furlanského vévodství langobardského proti Slovanům a Avarům. V roce 952 bylo podstoupeno Bavorskému vévodství jako Veronské markrabství. Jeho území zahrnovalo části dnešní Itálie, dnešního Slovinska a Chorvatska.

## Dějiny
Poté, co Karel Veliký obsadil říši Langobardů pod vládou krále Desideria během obléhání Pávie v roce 774, nejprve povolil Langobardskému vévodovi Hrodgaudu, aby pokračoval ve vládě. Následně Karel Veliký připojil markrabství Istrie k Furlansku. Hrodgaud podle letopisů Království Franků o dva roky později povstal a prohlásil se za krále říše Langobardů, načež Karel Veliký vtrhl do Itálie, kde zničil vévodovo vojsko a nechal ho sesadit a zabít. Autonomní Langobardské vévodství bylo rozpuštěno a začleněno do Franské říše. Od roku 776 vládli Furlansku franští pověřenci, kteří nadále nesli titul dux Foroiuliensis . K bývalému vévodství Langobardskému přidal Panonii jako nedílnou součást jeho Karolínské říše a obranou zeď proti útokům Avarů a Chorvatů .
V únoru 828 byl poslední Furlanský vévoda Balderich odstraněn císařem Ludvíkem I. Pobožným během říšského sněmu v Cáchách, protože nebyl schopen bránit panonskou hranici proti vojsku chána Omurtaga. Vévodství bylo rozděleno na čtyři hrabství, které byly v roce 846 znovu spojeny jako součást Středofranské říše pod vládou Ludvíkova nejstaršího syna císaře Lothara I. Ten udělil svému švagrovi Eberhardovi z rodiny Unruochingů Furlansko a titul vévody, ačkoli jeho nástupci byli nazýváni marchio: „markrabě“.
Eberhardův syn Berengar, furlanský markrabě od roku 874, byl po svržení Karla III. Tlustého v roce 887 zvolen králem Itálie. Jeho zvolení vyvolalo po několik desetiletí boj o trůn mezi soupeřícími uchazeči. Berengard vzdal hold východofranskému králi Arnulfu Korutanskému, nicméně v roce 889 byl sesazen vévodou Widu ze Spoleta a podařilo se mu ji znovu získat až v roce 905. Mezitím, zastoupen svým poradcem Walfredem ve Veroně, zůstal pánem Furlanska, což bylo základem jeho podpory. Po Berengarově smrti v roce 924 zvolili jeho přívrženci krále Huga z Arles.
Král Hugo nejmenoval nového markraběte a funkce zůstala neobsazena. Zůstala politickým útvarem Franského království Italského až do uchvácení trůnu Berengarem II. po smrti Hughova syna krále Lothara II. v roce 950. Německý král Otto I., povolána Lotharovou vdovou Adélou Burgundskou, využil příležitosti dobýt Itálii, sesadit Berengara II. a oženil se s Adélou. Konflikt byl vyřešen shromážděním v Augsburgu v roce 952, kde bylo Berengarovi II. povoleno si ponechat královský titul jako německý leník, ale musel postoupit Furlansko jako Veronské markrabství vévodovi Jindřichu I. Bavorskému, bratru krále Oty I. 2. února 962 byl Ota v Římě korunován císařem Svaté říše římské, sesadil krále Berengara II. a o rok později ho nechal zatknout a vykázat do vyhnanství. Jeho zbývající italské království se stalo součástí Svaté říše římské.
Veronské markrabství bylo pod vládou korutanských vévodů od roku 976 až do vrcholného středověku . V roce 1077 svěřil německý král Jindřich IV. Akvilejskému patriarchátu území Furlanska východně od řeky Tagliamento.

## Vládci

### Vévodové
- 776 – 787 Marcarius
- 789 – 799 Eric
- 799 – 808 Hunfrid
- 808 – 817 Aio
- 817 – 819 Kadolah
- 819 – 828 Balderich

### Markraběté
- 830 – 866 Eberhard (také dux Foroiuli )
- 866 – 874 Unroch (III)
- 874 – 890 Berengar, také císař Svaté říše římské
- 891 – 896 Walfred
- 896 – 924 Berengar, také císař Svaté říše římské
- 924 – 952 Berengar II